# 于贵君
于贵君（1985年4月15日—），是一名中国足球运动员，现效力于中国足球甲级联赛球队青岛海牛，司职前锋。

## 俱乐部生涯
于贵君原本是丹东第二中学的业余球员，没有接受过专业训练。2002年的辽宁省运动会上，于贵君作为丹东队的前锋表现出色，被沈阳代表队的主教练段鑫相中进入沈阳金德梯队，开始接受职业足球训练。
2004赛季，沈阳金德进行新老交替，于贵君被提升到一线队。 2004年5月2日，他在中国足协杯第二轮第一回合沈阳金德客场对阵陕西国力的比赛中首发登场，第一次代表球队在正式比赛亮相，他在上半场伤停补时阶段射进职业生涯的第一个进球，并在下半场贡献一次助攻，帮助球队2比1击败对手。 5月6日，他在第二回合又射进比赛的唯一一个进球，沈阳金德以两回合总比分3比1击败陕西国力晋级。 在足协杯表现出色的于贵君成为球队的主力前锋，他在5月16日中超联赛第一轮沈阳金德主场0比0逼平深圳健力宝的比赛中首发出场，上演联赛首秀。 5月26日，他在联赛第三轮沈阳金德客场1比4不敌北京现代的比赛中射进职业联赛的首个进球。 在职业生涯的首个赛季，于贵君联赛出场19次进球3个，足协杯也取得4个进球，表现不俗。
在之后的几个赛季，于贵君依然获得稳定的上场时间，但进球率并不高，2007年他随沈阳金德南迁长沙，2010赛季后长沙金德联赛排名垫底降级，球队被转卖到深圳成立深圳凤凰足球俱乐部参加2011赛季中甲联赛，队中大批球员离队，但于贵君选择留守。 赛季中，深圳凤凰又被转卖到广州成立广州富力足球俱乐部，于贵君在2011赛季出场17次，其中5次首发出场，取得2个进球，最终跟随广州富力以联赛亚军的成绩重返中超。回归中超后于贵君的出场时间进一步减少，2012赛季联赛出场10次，其中仅有1次是首发出场，没有进球。2013赛季，他仅得到1次替补出场的机会。
2013年7月21日，于贵君租借加盟中乙联赛球队青岛海牛。2014年，于贵君正式转会加盟青岛海牛。